# Live In New York City
Live in New York City este un album live postum de-al lui John Lennon. A fost produs de văduva lui Lennon, Yoko Ono, și lansat în 1986 ca al doilea album live oficial al artistului după Live Peace in Toronto 1969.

## Tracklist
1. "New York City" (3:38)
2. "It's So Hard" (3:18)
3. "Woman is the Nigger of the World" (John Lennon/Yoko Ono) (5:30)
4. "Well Well Well" (3:51)
5. "Instant Karma!" (3:40)
6. "Mother" (5:00)
7. "Come Together" (Lennon/McCartney) (4:21)
8. "Imagine" (3:17)
9. "Cold Turkey" (5:29)
10. "Hound Dog" (Jerry Leiber/Mike Stoller) (3:09)
11. "Give Peace a Chance" (1:00)

- Toate cântecele au fost scrise de John Lennon cu excepția celor notate.